# کروم‌فویرت
کرامورت (به هلندی: Cromvoirt) یک منطقهٔ مسکونی در هلند است که در فوخت واقع شده‌است. کرامورت ۷۹۰ نفر جمعیت دارد.